# Sakkos
De sakkos (Grieks: σάκκος, zakkleed) is een rijk geborduurd Oosters-orthodox en Oosters-katholiek liturgisch gewaad te vergelijken met de Rooms-katholieke dalmatiek.
Het is een van de belangrijkste gewaden die worden gedragen door een bisschop en vervangt het phelonion van de priester maar het heeft dezelfde betekenis: het naadloze kleed van Christus. Het is naar de vorm gelijk aan het sticharion van de diaken. Het verschil is dat niet alleen de zijnaden, maar ook de mouwnaden open zijn en bijeengehouden worden door bolvormige belletjes en lusjes. Ook reikt de sakkos niet helemaal tot op de grond, zoals bij de diaken.